# Luc Laporte

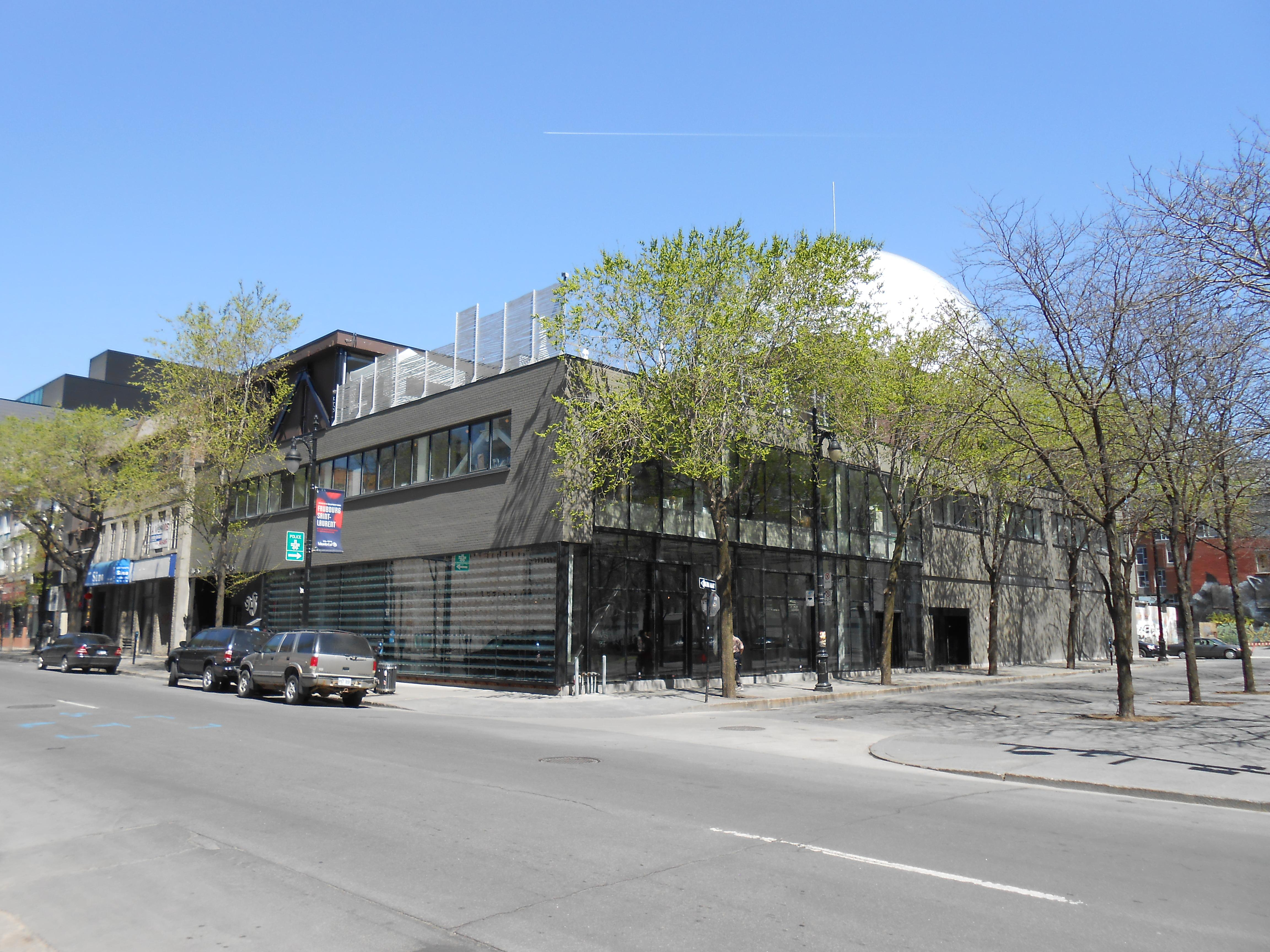
La Société des arts technologiques à Montréal

Luc Laporte (27 mai 1942 - 15 mars 2012) est un architecte canadien.

## Biographie
Luc Ferdinand Laporte est né à Montréal. Il est admis à l'École d’Architecture de l'Université de Montréal en 1968. Après avoir travaillé avec les architectes Jean Ouellet, à qui on doit notamment le Complexe Desjardins, et Gilles S. Bonetto, il se lance dans la pratique professionnelle avec une série de projets d'habitations privées et de commerces. Il se fait notamment remarquer par l'aménagement du restaurant L'Express en 1980 à Montréal. Plusieurs réalisations suivront, comme Le Multi-store Lux (1984) sur le boulevard Saint-Laurent, les restaurants Laloux, Leméac et le Café du Nouveau Monde, la boutique Arthur-Quentin, l'ancien musée Juste pour rire, le pavillon du bassin Bonsecours dans le Vieux-Port de Montréal, le nouveau Club Soda (1998), la Société des Arts Technologiques (SAT) (2011) et le 1700 La Poste. Il meurt à Montréal le 15 mars 2012 avant de voir l'achèvement de ce dernier projet. 
Avec toujours un grand respect du bâtiment d'origine, Luc Laporte a su moderniser le paysage architectural de Montréal.